# 奥平充男
奥平 充男（おくだいら みつお、1971年6月29日 - ）は、元競輪選手。京都府福知山市出身。現役時代は日本競輪選手会京都支部所属、ホームバンクは京都向日町競輪場。日本競輪学校（当時。以下、競輪学校）第93期生。師匠は山森雅晶（競輪学校第45期生）。

## 来歴
産能短期大学出身。
2000年の全日本実業団自転車競技選手権大会・スプリントで優勝するなどアマチュア時代は実績を挙げたが、競輪選手を志望した時期が遅く、当時の競輪学校には「受験日時点で満24歳未満」という年齢制限が設けられていたため年齢オーバーで受験資格すら得られなかった。しかし、2006年に実施された競輪学校第93期生試験より年齢制限の上限が撤廃されたことを受けて、34歳で同期の適性試験を受験し合格。競輪選手のデビュー時には36歳という、『オールドルーキー』が誕生する運びとなった。
2008年1月6日、京都向日町競輪場でデビューし2着。初勝利は同年1月28日の豊橋競輪場。
2012年1月よりS級に昇級したが、のち腎臓の病気が原因で成績が下降し、晩年は最下層のA級3班（チャレンジ）に降格。代謝制度適用の目安となる平均競走得点70点を維持できない状態が続き、最終的に2022年下期をもって引退が事実上決定。同年12月28日の名古屋FII（モーニング）3日目第2レース（チャレンジ一般）5着をもってラストレースとした（ちなみに同レースでは中武克雄も3着でラストレース）。
2023年1月20日、選手登録消除。通算戦績は1287戦214勝、優勝9回。